# Bulbophyllum moratii
Bulbophyllum moratii är en orkidéart som beskrevs av Jean Marie Bosser. Bulbophyllum moratii ingår i släktet Bulbophyllum och familjen orkidéer. Inga underarter finns listade i Catalogue of Life.